# Les Genevez
Les Genevez je obec ve švýcarském kantonu Jura. Žije zde 501 obyvatel.

## Geografie

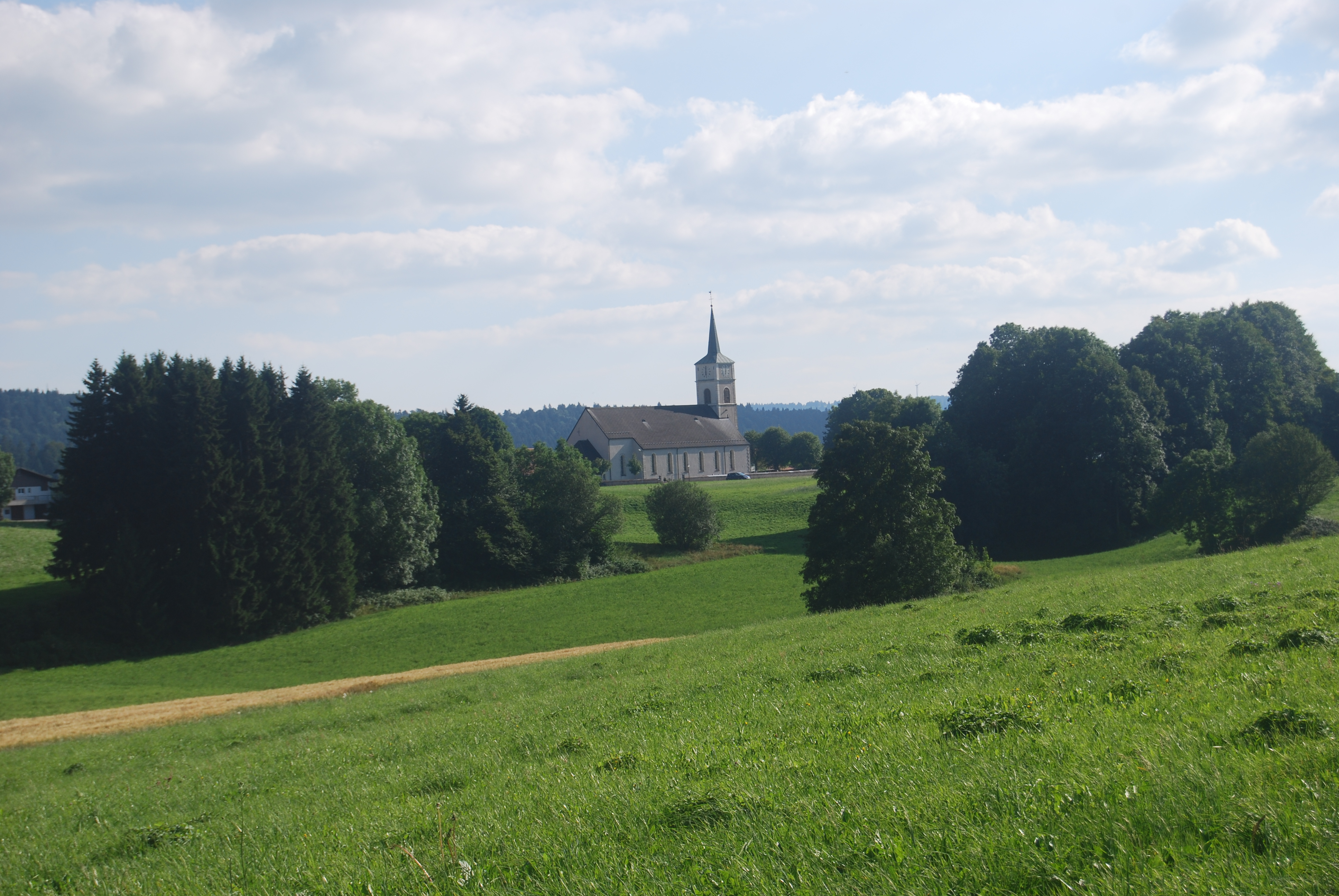
Okolí Les Genevez

Les Genevez leží v nadmořské výšce 1035 m, 10 km východně od okresního městečka Saignelégier. Obec leží v mírné kotlině a na přilehlých svazích náhorní plošiny Jury ve východní části oblasti Franches-Montagnes.
Území obce o rozloze 13,6 km² pokrývá část mírně zvlněné náhorní plošiny pohoří Jura, kde se střídají rašelinné sníženiny, většinou bez povrchového odvodnění, s vápencovými vrcholky kopců. Západní část Les Genevez charakterizují rozsáhlé jurské pastviny s velkými smrky stojícími jednotlivě nebo ve skupinách a také některé lesní plochy. Na severu se nachází hřeben Les Combes (až 1093 m n. m.) s mokřinami Les Embreux. Na jihu zasahuje území obce až k Montbautier, nejvyššímu bodu Les Genevez (1177 m n. m.). Východně od obce začíná údolí Bellelay, které protéká řekou Sorne, jež pramení v centru obce. V roce 1997 byla 3 % rozlohy obce pokryta zastavěnou plochou, 43 % lesy a lesními porosty, 53 % zemědělskými plochami a něco přes 1 % neproduktivní půdou.
K obci Les Genevez patří osady Le Prédame (1005 m n. m.), Les Vacheries des Genevez (1046 m n. m.), Les Joux (1023 m n. m.) a Le Bois-Rebetez (1010 m n. m.), které se nacházejí na náhorní plošině Franches-Montagnes, a několik jednotlivých farem.
Sousedními obcemi Les Genevez jsou Montfaucon a Lajoux v kantonu Jura a Saicourt a Tramelan v kantonu Bern.

## Historie

Letecký pohled (1953)

Obec byla poprvé zmíněna v roce 1381 jako Les Geneveys. Název místa není odvozen, jak se běžně předpokládá, od rodiny, která sem emigrovala ze Ženevy (Genève), ale z latinského slova juniperus („jalovec“, ve francouzštině genévrier). Obec Les Genevez byla pod kontrolou kláštera Bellelay. V letech 1793–1815 patřila k Francii a zpočátku byla součástí départementu du Mont-Terrible, od roku 1800 byla připojena k départementu Haut-Rhin. Na základě rozhodnutí Vídeňského kongresu byla obec v roce 1815 převedena do kantonu Bern (okres Moutier).
V jurských plebiscitech obyvatelé Les Genevez vždy drtivou většinou hlasovali pro vytvoření kantonu Jura. Jako pohraniční obec v okrese Moutier si obec Les Genevez v referendu 7. září 1975 vybrala kanton Jura, v roce 1976 byla převedena do okresu Franches-Montagnes a 1. ledna 1979 s ním přešla do nově založeného kantonu Jura.

## Obyvatelstvo
| Rok            | 1850 | 1870 | 1900 | 1910 | 1930 | 1950 | 1960 | 1970 | 1980 | 1990 | 2000 |
| Počet obyvatel | 665  | 624  | 733  | 678  | 650  | 566  | 553  | 508  | 475  | 478  | 516  |

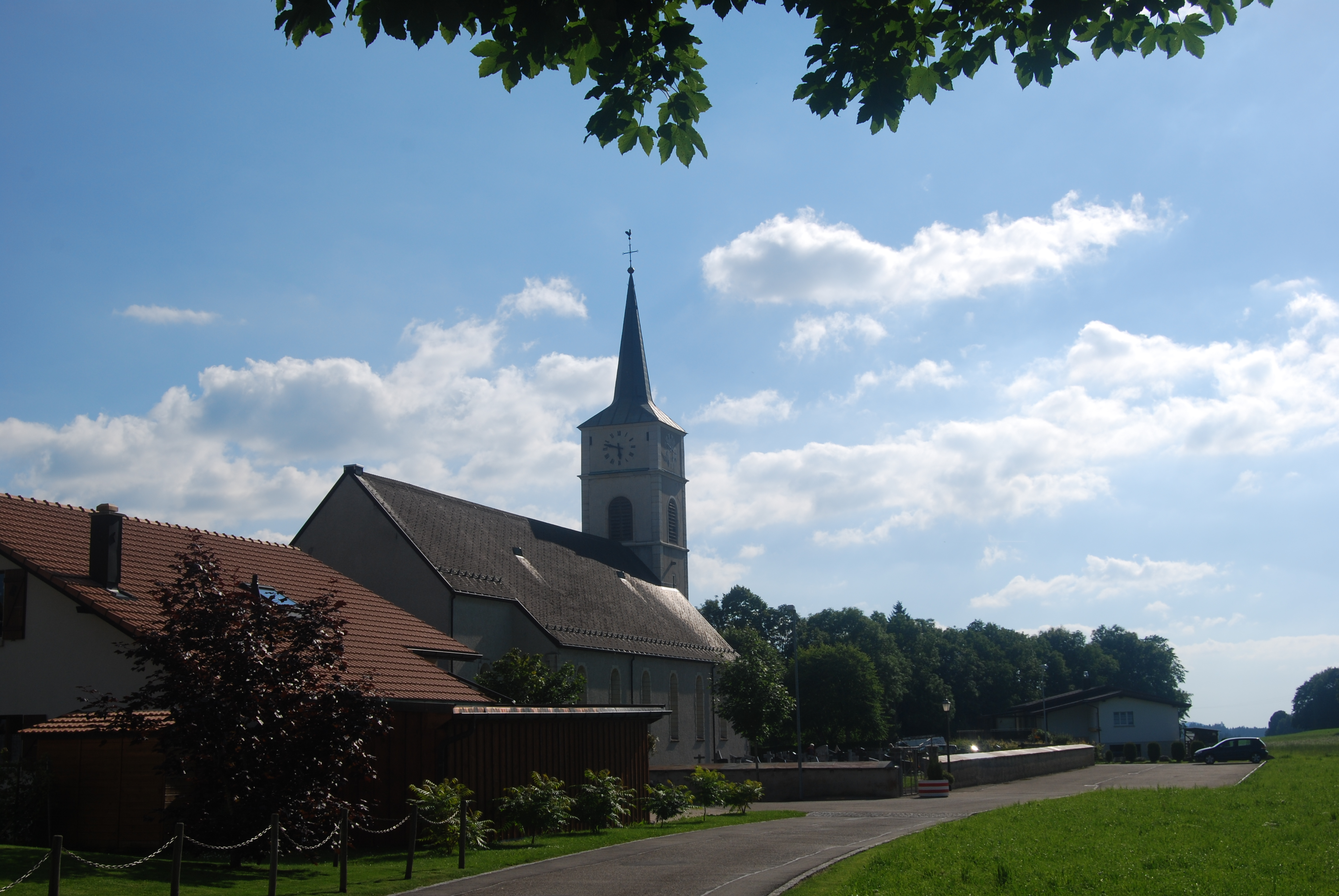
Kostel

Z celkového počtu obyvatel je 94,6 % francouzsky mluvících a 4,7 % německy mluvících (údaj z roku 2000). V roce 1900 žilo v Les Genevez nejvíce obyvatel, a to 733. Od té doby se počet obyvatel prudce snížil.

## Hospodářství
Les Genevez je stále převážně zemědělskou obcí s chovem dojnic a hospodářských zvířat. V obci jsou další zaměstnání v oblasti hodinářství (manufaktura Edox) a řemesel a také v místních malých podnicích. Někteří zaměstnanci pracují také v oblasti obcí Tramelan a Tavannes.

## Doprava
Obec se nachází daleko od hlavních tahů na kantonální silnici ze Saignelégier do Bellelay. Les Genevez je obsluhováno autobusovou linkou z Glovelier do Tramelan a je také spojeno s Tavannes linkou poštovního autobusu.